# Toxosporiopsis capitata
Toxosporiopsis capitata är en svampart som beskrevs av B. Sutton & Sellar 1966. Toxosporiopsis capitata ingår i släktet Toxosporiopsis, divisionen sporsäcksvampar och riket svampar.   Inga underarter finns listade i Catalogue of Life.